# Avinyonet de Puigventós
Avinyonet de Puigventós är en kommun i Spanien.   Den ligger i provinsen Província de Girona och regionen Katalonien, i den östra delen av landet, 600 km öster om huvudstaden Madrid. Antalet invånare är 1 523. Arean är 12,5 kvadratkilometer. Avinyonet de Puigventós gränsar till Llers, Vilafant, Borrassà, Ordis och Vilanant. 
Terrängen i Avinyonet de Puigventós är platt.